# 立待村
立待村（たちまちむら）は福井県丹生郡にあった村。現在の鯖江市の北西端にあたる。

## 地理
- 山岳 ： 天神山
- 河川 ： 日野川

## 歴史
- 1889年（明治22年）4月1日 - 町村制の施行により、丹生郡吉江町、入村、西番村、上石田村、下石田村、糺村、杉本村、米岡村及び三尾野出作村の区域をもって、丹生郡立待村が発足する。
- 1955年（昭和30年）1月15日 - 今立郡鯖江町、神明町、片上村、中河村、丹生郡立待村、吉川村及び豊村が合併して、鯖江市が発足する。

## 村長
- 高島七郎右衛門